# Богацко
Богацко или Богатско (грч. Βογατσικό) је насељено место у општини Рупишта у периферији Западна Македонија, Грчка. Према попису из 2021. године било је 434 становника.
Према бугарском географу и историчару, Василу Канчову, у Богацку је 1900. године живело 1.750 Грка. Почетком 20. века у Богацком и околини још траје процес хеленизације словенског становништва, старија популација је била двојезична.